# Adrian Simion
Adrian Simion, född 2 augusti 1961 i Bukarest, är en rumänsk tidigare handbollsmålvakt. Han var med och tog OS-brons 1984 i Los Angeles.
Vid VM 1986 dömdes Simion för dopning med efedrin och blev avstängd av IHF i två år. Detta var det första dopingfallet inom handboll.